# Lily Gladstone
Lily Gladstone (Kalispell, 2 d'agost de 1986) és una actriu ameríndia estatunidenca. Tot i que ja havia interpretat diversos rols a partir del 2012, va ser el 2023 que Gladstone, que té ascendència siksikaitsitapi (blackfoot) i nimíipuu (nez percé), es va revelar internacionalment gràcies a la seva interpretació de Mollie Kyle, una supervivent dels assassinats d'osages (a la primera part del segle XX), a la pel·lícula del prestigiós director de cinema estatunidenc Martin Scorsese: Killers of the Flower Moon.
El 2024 va ser la primera actriu d'origen amerindi a rebre el Globus d'Or a la millor actriu dramàtica i a ser nominada per a l'Oscar a la millor actriu. Durant la cerimònia l'actriu va fer una part del seu parlament en llengua blackfoot.

## Cinema

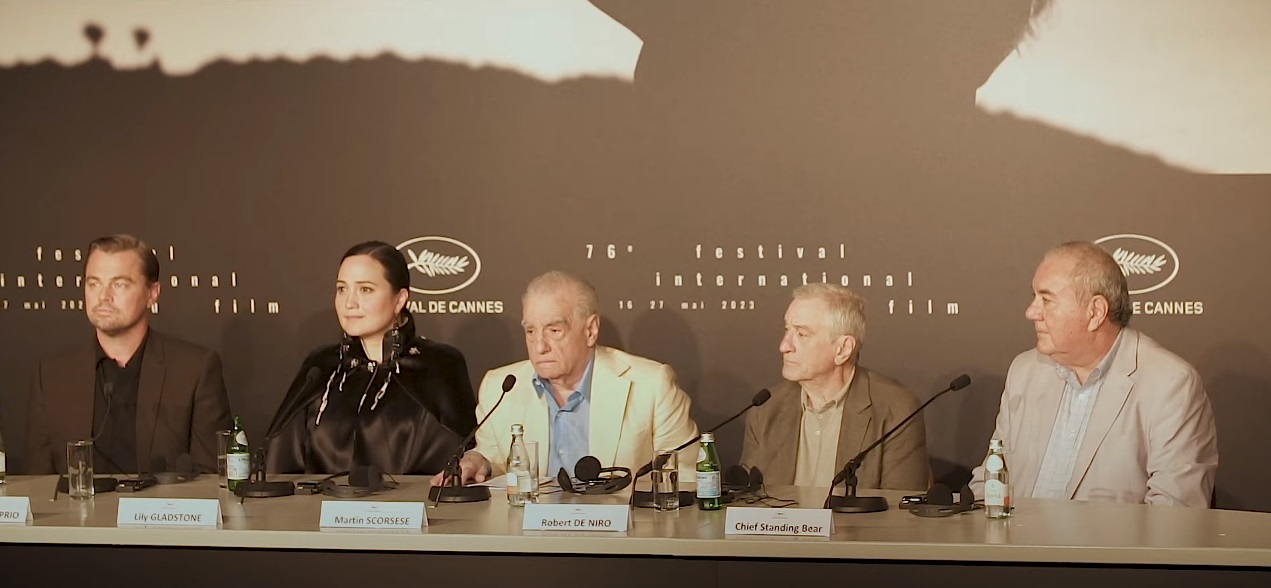
Gladstone durant el Festival de Canes del 2023 amb Leonardo DiCaprio, Martin Scorsese, Robert De Niro i Geoffrey Standing Bear

| Any  | Títol                                     | Rol                  |
| ---- | ----------------------------------------- | -------------------- |
| 2012 | Jimmy P: Psychotherapy of a Plains Indian | Sunshine First Raise |
| 2013 | Winter in the Blood                       | Marlene              |
| 2015 | Subterranea                               | Heather              |
| 2016 | Certain Women                             | Ranxera              |
| 2016 | Buster's Mal Heart                        | Bidell               |
| 2017 | Walking Out                               | Lila                 |
| 2019 | First Cow                                 | Muller del cap       |
| 2020 | Freeland                                  | Mara                 |
| 2020 | Two Eyes                                  | Enola                |
| 2022 | The Unknown Country                       | Tana                 |
| 2023 | Killers of the Flower Moon                | Mollie Burkhart      |

## Televisió
| Any     | Títol            | Rol            | Notes                     |
| ------- | ---------------- | -------------- | ------------------------- |
| 2017    | Scalped          | Carol Red Crow | Pilot                     |
| 2017    | Crash Course     |                | Mestra                    |
| 2017–20 | Room 104         | Abby           | 2 episodis                |
| 2019–20 | Billions         | Roxanne        | 4 episodis                |
| 2021    | Tuca & Bertie    | Veu            | Episodi: "Bird Mechanics" |
| 2022    | Reservation Dogs | Hokti          | Episodi: "Offerings"      |